# Royal rumble match
Nel wrestling professionistico, la Royal Rumble Match è una particolare tipologia di incontro a più partecipanti praticato nella WWE.
La prima Royal Rumble Match della storia si svolse il 24 gennaio 1988, nella città canadese di Hamilton, sebbene un prototipo di esso fu organizzato già nel 1986 in occasione di WrestleMania 2.

## Regole
Nella Royal Rumble match partecipano trenta wrestler diversi (venti nell'edizione 1988 e quaranta nell'edizione 2011), ma all'inizio delle contesa ve ne sono soltanto due presenti sul ring; tutti gli altri raggiungono il quadrato a intervalli di tempo regolari, solitamente ogni novanta secondi, seguendo un ordine precedentemente sorteggiato (kayfabe).
Il vincitore del match è colui il quale rimane da solo sul ring una volta terminata la fase degli ingressi. Un wrestler può essere eliminato solo se finisce fuori dal quadrato passando al di sopra della terza corda e toccando terra con entrambi i piedi; non si può vincere né applicando prese di sottomissione né ricorrendo allo schienamento.

## Formula
A partire dall'edizione 1993, è previsto dal regolamento che il vincitore della royal rumble match guadagni la possibilità di sfidare il campione mondiale a WrestleMania; nel corso della storia, si verificarono, però, due eccezioni: nell'edizione della Royal Rumble 1992 e nell'edizione della Royal Rumble 2016 la vittoria della rissa reale garantì direttamente la conquista del titolo mondiale.
Da quando fu istituita la suddivisione del roster in due diversi show (Raw e SmackDown), il royal rumble match divenne uno dei pochi appuntamenti dove si potevano incontrare atleti di entrambi. Dalla edizione 2003 alla edizione 2006, alla rissa reale presero parte quindici wrestler di Raw e quindici di SmackDown. Dalla edizione 2007 alla edizione 2010, con l'aggiunta della ECW come nuovo show, venne effettuata una modifica al numero degli ingressi: tredici wrestler di Raw, dieci di SmackDown e sette della ECW.

## Albo d'oro

### Edizioni
| Incontro     | Incontro         | Incontro         | Risultati                 | Risultati                     | Statistiche               | Statistiche                                              | Statistiche                           | Statistiche                                                     |
| Evento       | Data             | Città            | Vincitore                 | Numero d'ingresso             | Secondo classificato      | Maggior tempo di permanenza sul ring                     | Minor tempo di permanenza sul ring    | Maggiori numero di eliminazioni                                 |
| ------------ | ---------------- | ---------------- | ------------------------- | ----------------------------- | ------------------------- | -------------------------------------------------------- | ------------------------------------- | --------------------------------------------------------------- |
| Royal Rumble | 24 gennaio 1988  | Hamilton         | Jim Duggan                | 13                            | One Man Gang              | Bret Hart (00:25:52)                                     | Junkyard Dog (00:02:08)               | One Man Gang (6)                                                |
| Royal Rumble | 15 gennaio 1989  | Houston          | Big John Studd            | 27                            | Ted DiBiase               | Mr. Perfect (00:27:58)                                   | The Warlord (00:00:02)                | Hulk Hogan (10)                                                 |
| Royal Rumble | 21 gennaio 1990  | Orlando          | Hulk Hogan                | 25                            | Mr. Perfect               | Ted DiBiase (00:44:47)                                   | Shawn Michaels (00:00:12)             | Hulk Hogan (6) The Ultimate Warrior (6)                         |
| Royal Rumble | 19 gennaio 1991  | Miami            | Hulk Hogan                | 24                            | Earthquake                | Rick Martel (00:52:17)                                   | Bushwhacker Luke (00:00:04)           | Hulk Hogan (7)                                                  |
| Royal Rumble | 19 gennaio 1992  | Albany           | Ric Flair                 | 3                             | Sid Justice               | Ric Flair (01:00:02)                                     | Hercules (00:00:56)                   | Sid Justice (6)                                                 |
| Royal Rumble | 24 gennaio 1993  | Sacramento       | Yokozuna                  | 27                            | Randy Savage              | Bob Backlund (01:01:10)                                  | Terry Taylor (00:00:24)               | Yokozuna (7)                                                    |
| Royal Rumble | 22 gennaio 1994  | Providence       | Lex Luger Bret Hart       | 23 (Lex Luger) 27 (Bret Hart) | Shawn Michaels            | Bam Bam Bigelow (00:30:12)                               | Billy Gunn (00:00:14)                 | Diesel (7)                                                      |
| Royal Rumble | 22 gennaio 1995  | Tampa            | Shawn Michaels            | 1                             | The British Bulldog       | The British Bulldog (00:38:41) Shawn Michaels (00:38:41) | Mo (00:00:03) Owen Hart (00:00:03)    | Shawn Michaels (8)                                              |
| Royal Rumble | 21 gennaio 1996  | Fresno           | Shawn Michaels            | 18                            | Diesel                    | Triple H (00:48:04)                                      | Squat Teamer #2 (00:00:24)            | Shawn Michaels (8)                                              |
| Royal Rumble | 19 gennaio 1997  | San Antonio      | "Stone Cold" Steve Austin | 5                             | Bret Hart                 | "Stone Cold" Steve Austin (00:45:07)                     | Jerry Lawler (00:00:04)               | Steve Austin (10)                                               |
| Royal Rumble | 18 gennaio 1998  | San Jose         | "Stone Cold" Steve Austin | 24                            | The Rock                  | The Rock (00:51:32)                                      | Tom Brandi (00:00:12)                 | "Stone Cold" Steve Austin (7)                                   |
| Royal Rumble | 24 gennaio 1999  | Anaheim          | Mr. McMahon               | 2                             | "Stone Cold" Steve Austin | Mr. McMahon (00:56:38) Steve Austin (00:56:38)           | Gillberg (00:00:07)                   | "Stone Cold" Steve Austin (8)                                   |
| Royal Rumble | 23 gennaio 2000  | New York         | The Rock                  | 24                            | Big Show                  | Test (00:26:17)                                          | Faarooq (00:00:18)                    | Rikishi (7)                                                     |
| Royal Rumble | 21 gennaio 2001  | New Orleans      | "Stone Cold" Steve Austin | 27                            | Kane                      | Kane (00:53:46)                                          | Tazz (00:00:10)                       | Kane (11)                                                       |
| Royal Rumble | 20 gennaio 2002  | Atlanta          | Triple H                  | 22                            | Kurt Angle                | "Stone Cold" Steve Austin (00:26:46)                     | Booker T (00:00:30)                   | "Stone Cold" Steve Austin (7) The Undertaker (7)                |
| Royal Rumble | 19 gennaio 2003  | Boston           | Brock Lesnar              | 29                            | The Undertaker            | Chris Jericho (00:38:54)                                 | B² (00:00:24)                         | Chris Jericho (5)                                               |
| Royal Rumble | 25 gennaio 2004  | Filadelfia       | Chris Benoit              | 1                             | Big Show                  | Chris Benoit (01:01:35)                                  | The Hurricane (00:00:19)              | Chris Benoit (6)                                                |
| Royal Rumble | 30 gennaio 2005  | Fresno           | Batista                   | 28                            | John Cena                 | Chris Benoit (00:47:26)                                  | Simon Dean (00:00:20)                 | Batista (5) Edge (5)                                            |
| Royal Rumble | 29 gennaio 2006  | Miami            | Rey Mysterio              | 2                             | Randy Orton               | Rey Mysterio (01:02:12)                                  | Booker T (00:00:18) Sylvan (00:00:18) | Rey Mysterio (6)                                                |
| Royal Rumble | 28 gennaio 2007  | San Antonio      | The Undertaker            | 30                            | Shawn Michaels            | Edge (00:44:02)                                          | The Miz (00:00:07)                    | The Great Khali (7)                                             |
| Royal Rumble | 27 gennaio 2008  | New York         | John Cena                 | 30                            | Triple H                  | Batista (00:37:42)                                       | Shelton Benjamin (00:00:18)           | Triple H (6)                                                    |
| Royal Rumble | 25 gennaio 2009  | Detroit          | Randy Orton               | 8                             | Triple H                  | Triple H (00:49:55)                                      | Santino Marella (00:00:01)            | Big Show (6) Triple H (6)                                       |
| Royal Rumble | 31 gennaio 2010  | Atlanta          | Edge                      | 29                            | John Cena                 | John Cena (00:22:11)                                     | MVP (00:00:07)                        | Shawn Michaels (6)                                              |
| Royal Rumble | 30 gennaio 2011  | Boston           | Alberto Del Rio           | 38                            | Santino Marella           | CM Punk (00:35:21)                                       | Tyler Reks (00:00:34)                 | CM Punk (7) John Cena (7)                                       |
| Royal Rumble | 29 gennaio 2012  | Saint Louis      | Sheamus                   | 22                            | Chris Jericho             | The Miz (00:45:39)                                       | Epico (00:00:11)                      | Cody Rhodes (6)                                                 |
| Royal Rumble | 27 gennaio 2013  | Phoenix          | John Cena                 | 19                            | Ryback                    | Dolph Ziggler (00:49:47)                                 | The Godfather (00:00:05)              | Sheamus (5) Ryback (5)                                          |
| Royal Rumble | 26 gennaio 2014  | Pittsburgh       | Batista                   | 28                            | Roman Reigns              | CM Punk (00:49:11)                                       | JBL (00:00:21)                        | Roman Reigns (12)                                               |
| Royal Rumble | 25 gennaio 2015  | Filadelfia       | Roman Reigns              | 19                            | Rusev                     | Bray Wyatt (00:46:58)                                    | Titus O'Neil (00:00:04)               | Bray Wyatt (6) Roman Reigns (6) Rusev (6)                       |
| Royal Rumble | 24 gennaio 2016  | Orlando          | Triple H                  | 30                            | Dean Ambrose              | Roman Reigns (00:59:47)                                  | Jack Swagger (00:00:15)               | Braun Strowman (5) Roman Reigns (5)                             |
| Royal Rumble | 29 gennaio 2017  | San Antonio      | Randy Orton               | 23                            | Roman Reigns              | Chris Jericho (01:00:13)                                 | James Ellsworth (00:00:14)            | Braun Strowman (7)                                              |
| Royal Rumble | 28 gennaio 2018  | Philadelphia     | Shinsuke Nakamura         | 14                            | Roman Reigns              | Finn Bálor (00:57:30)                                    | Sheamus (00:00:02)                    | Finn Bálor (4) Roman Reigns (4)                                 |
| Royal Rumble | 27 gennaio 2019  | Phoenix          | Seth Rollins              | 10                            | Braun Strowman            | Seth Rollins (00:43:00)                                  | No Way Jose (00:00:02)                | Braun Strowman (4) Drew McIntyre (4)                            |
| Royal Rumble | 26 gennaio 2020  | Houston          | Drew McIntyre             | 16                            | Roman Reigns              | Drew McIntyre (00:34:11)                                 | Erick Rowan (00:00:08)                | Brock Lesnar (13)                                               |
| Royal Rumble | 31 gennaio 2021  | Saint Petersburg | Edge                      | 1                             | Randy Orton               | Edge (00:58:28) Randy Orton (00:58:28)                   | The Hurricane (00:00:30)              | Big E (4) Braun Strowman (4) Damian Priest (4) Seth Rollins (4) |
| Royal Rumble | 29 gennaio 2022  | Saint Louis      | Brock Lesnar              | 30                            | Drew McIntyre             | AJ Styles (00:29:06)                                     | Kofi Kingston (00:00:21)              | AJ Styles (6)                                                   |
| Royal Rumble | 28 gennaio 2023  | San Antonio      | Cody Rhodes               | 30                            | Gunther                   | Gunther (01:11:40)                                       | Baron Corbin (00:00:07)               | Cody Rhodes (5) Gunther (5)                                     |
| Royal Rumble | 27 gennaio 2024  | Saint Petersburg | Cody Rhodes               | 15                            | CM Punk                   | Jey Uso (00:50:50)                                       | JD McDonagh (00:00:03)                | Bron Breakker (4) Cody Rhodes (4)                               |
| Royal Rumble | 1º febbraio 2025 | Indianapolis     | Jey Uso                   | 20                            | John Cena                 | Penta (00:42:05)                                         | Ludwig Kaiser (00:00:06)              | Bron Breakker (4) Jacob Fatu (4) Roman Reigns (4)               |

### Vittorie
| Wrestler                  | Vittorie | Edizioni         |
| ------------------------- | -------- | ---------------- |
| "Stone Cold" Steve Austin | 3        | 1997, 1998, 2001 |
| Cody Rhodes               | 2        | 2023, 2024       |
| Brock Lesnar              | 2        | 2003, 2022       |
| Edge                      | 2        | 2010, 2021       |
| Randy Orton               | 2        | 2009, 2017       |
| Triple H                  | 2        | 2002, 2016       |
| Batista                   | 2        | 2005, 2014       |
| John Cena                 | 2        | 2008, 2013       |
| Shawn Michaels            | 2        | 1995, 1996       |
| Hulk Hogan                | 2        | 1990, 1991       |
| Jey Uso                   | 1        | 2025             |
| Drew McIntyre             | 1        | 2020             |
| Seth Rollins              | 1        | 2019             |
| Shinsuke Nakamura         | 1        | 2018             |
| Roman Reigns              | 1        | 2015             |
| Sheamus                   | 1        | 2012             |
| Alberto Del Rio           | 1        | 2011             |
| The Undertaker            | 1        | 2007             |
| Rey Mysterio              | 1        | 2006             |
| Chris Benoit              | 1        | 2004             |
| The Rock                  | 1        | 2000             |
| Mr. McMahon               | 1        | 1999             |
| Bret Hart                 | 1        | 1994             |
| Lex Luger                 | 1        | 1994             |
| Yokozuna                  | 1        | 1993             |
| Ric Flair                 | 1        | 1992             |
| Big John Studd            | 1        | 1989             |
| Jim Duggan                | 1        | 1988             |

## Statistiche
- Maggior numero di vittorie: "Stone Cold" Steve Austin (3)
- Maggior numero di vittorie consecutive: Cody Rhodes (2), Hulk Hogan (2), Shawn Michaels (2) e "Stone Cold" Steve Austin (2)
- Vincitore inaugurale: Jim Duggan
- Vincitore più anziano: Mr. McMahon (53 anni e 153 giorni)
- Vincitore più giovane: Brock Lesnar (25 anni e 191 giorni)
- Maggior numero di partecipazioni: Kane (20)
- Maggior numero di partecipazioni consecutive: Dolph Ziggler (14)
- Maggior tempo di permanenza sul ring: Gunther (01:11:40)
- Minor tempo di permanenza sul ring: Santino Marella (00:00:01)
- Maggior numero di eliminazioni: Brock Lesnar (13)
- Maggior numero di eliminazioni consecutive: Brock Lesnar (13)
- Royal rumble match con la durata maggiore: 2025 (01:20:15)
- Royal rumble match con la durata minore: 1988 (00:33:00)[Nota 1]
- Entrante più giovane: IShowSpeed (20 anni e 11 giorni)

## Curiosità
- I primi due entranti assoluti in un royal rumble match furono Bret Hart e Tito Santana, che nell'edizione 1988 entrarono rispettivamente con il numero 1 e il numero 2; mentre, sempre nella stessa edizione, Jake Roberts effettuò la prima eliminazione in assoluto ai danni di Butch Reed.
- L'edizione 1989 fu la prima ad includere la partecipazione dei classici 30 lottatori, invece dei soli 20 presenti nell'edizione precedente.
- Randy Savage, all'epoca detentore del WWF Championship, partecipò al royal rumble match del 1989 nonostante il suo status di campione mondiale; ciò accadde anche nelle edizioni del 1990 (Hulk Hogan), 2008 (Chavo Guerrero, detentore dell'ECW Championship), 2016 (Roman Reigns) e 2020 (Brock Lesnar).
- Nell'edizione del 1990, Hulk Hogan, all'epoca detentore del WWF Championship, diventò il primo ed unico wrestler a vincere un royal rumble match in qualità di campione mondiale.
- Con la vittoria ottenuta nell'edizione 1991, Hulk Hogan diventò il primo wrestler a vincere due royal rumble match consecutivi; tale record fu poi eguagliato da Shawn Michaels (edizioni 1995 e 1996), da "Stone Cold" Steve Austin (edizioni 1997 e 1998) e da Cody Rhodes (edizioni 2023 e 2024).
- Con le 7 eliminazioni compiute nell'edizione 1991, Hulk Hogan effettuò il maggior numero di eliminazioni per il terzo royal rumble match consecutivo; tale record fu poi eguagliato da "Stone Cold" Steve Austin (edizioni 1997, 1998 e 1999) e da Roman Reigns (edizioni 2014, 2015 e 2016).
- L'edizione 1992 fu il primo royal rumble match a essere valevole per il WWF Championship, all'epoca vacante; ciò accadde anche nell'edizione 2016, dove però Roman Reigns, al tempo detentore del WWE World Heavyweight Championship, dovette difendere il titolo all'interno della contesa.
- Ric Flair, vincitore dell'edizione 1992, fu il primo wrestler a raggiungere un'ora di permanenza sul ring durante un royal rumble match; tale record fu poi eguagliato da Bob Backlund (edizione 1993), Chris Benoit (edizione 2004), Triple H (edizione 2006), Rey Mysterio (edizione 2006) Chris Jericho (edizione 2017) e Gunther (Edizione 2023)
- Durante il royal rumble match del 1992, Randy Savage si autoeliminò accidentalmente dall'incontro dopo aver saltato oltre la terza corda per atterrare su Jake Roberts, il quale era già stato scaraventato fuori dal ring in precedenza. Dato che il fatto non era passato inosservato (anche il telecronista Gorilla Monsoon aveva commentato in un primo momento l'autoeliminazione di Savage), la WWF accampò la scusa dell'esistenza di una fantomatica regola (tuttora inesistente) secondo la quale un partecipante non può autoeliminarsi, nonostante tre anni prima André the Giant avesse fatto la stessa cosa.
- L'edizione 1993 fu il primo royal rumble match che garantiva ufficialmente al vincitore, in quel caso Yokozuna, un incontro per il titolo mondiale nel main event di WrestleMania.
- Nell'edizione 1994 il royal rumble match venne per la prima volta vinto in contemporanea da due wrestler, Lex Luger e Bret Hart, i quali si eliminarono simultaneamente a vicenda nel finale; tale situazione si ricreò accidentalmente (legit) nell'edizione 2005 con John Cena e Batista ma, in questo caso, l'incontro venne fatto ripartire con solamente questi ultimi due sul ring e a vincere fu Batista.
- Con la vittoria ottenuta nell'edizione 1995, Shawn Michaels diventò il primo wrestler a vincere un royal rumble match entrando col numero 1; tale record fu poi eguagliato da Chris Benoit (edizione 2004) e Edge (edizione 2021). Similmente a ciò, anche Mr. McMahon (edizione 1999) e Rey Mysterio (edizione 2006) raggiunsero tale impresa, entrando però col numero 2.
- Nell'edizione 1995 i primi due entranti, Shawn Michaels e The British Bulldog, furono anche gli ultimi due finalisti del royal rumble match; ciò avvenne anche nelle edizioni 1999 ("Stone Cold" Steve Austin e Vince McMahon) e 2021 (Edge e Randy Orton).
- Nell'edizione 1995, Shawn Michaels diventò il primo vincitore di un royal rumble match a stabilire sia il maggior numero di eliminazioni sia il maggior tempo di permanenza sul ring in un unico incontro; tale particolare record fu poi eguagliato da "Stone Cold" Steve Austin (edizione 1997), da Chris Benoit (edizione 2004) e da Rey Mysterio (edizione 2006).
- Nell'edizione 1996, il vincitore Shawn Michaels arrivò per la terza volta consecutiva tra gli ultimi due finalisti del royal rumble match; tale record fu poi eguagliato da "Stone Cold" Steve Austin (edizioni 1997, 1998 e 1999).
- "Stone Cold" Steve Austin vinse l'edizione 1997, ma la sua vittoria avvenne in maniera controversa: Austin, infatti, era già stato eliminato da Bret Hart a metà incontro, ma gli arbitri, che erano occupati ad allontanare Mankind e Terry Funk, non se ne accorsero e lui ne approfittò per rientrare sul ring ed eliminare gli ultimi lottatori rimasti, l'ultimo dei quali fu proprio lo stesso Hart. Nella successiva puntata di Raw, Austin fu dichiarato ufficialmente vincitore del royal rumble match ma, in seguito a tale accaduto, gli venne revocato il suo incontro per il WWF Championship a WrestleMania 13.
- Durante l'edizione 1998, Mick Foley entrò per tre volte nel corso dello stesso royal rumble match, ogni volta interpretando una gimmick diversa (Cactus Jack, Mankind e Dude Love). Per questo motivo, e per l'assenza di Skull, la contesa del 1998 ebbe soltanto 27 partecipanti invece dei classici 30.
- Nel corso dell'edizione 1998, per la prima volta nella storia della contesa, il detentore di un titolo secondario (in quel caso l'Intercontinental Champion The Rock) fu l'ultimo eliminato in un royal rumble match; ciò accadde anche nell'edizione 2004 con lo United States Champion Big Show, nell'edizione 2005 con lo United States Champion John Cena, nell'edizione 2015 con lo United States Champion Rusev, nell'edizione 2016 con l'Intercontinental Champion Dean Ambrose e nel 2023 con l'Intercontinental Champion Gunther.
- Nell'edizione 1999, Chyna diventò la prima donna nella storia della WWE a partecipare ad un royal rumble match maschile. Seguirono Beth Phoenix (edizione 2010), Kharma (edizione 2012) e Nia Jax (edizione 2019); quest'ultima è inoltre l'unica atleta ad aver partecipato a due royal rumble match nella stessa sera, avendo partecipato anche a quello femminile.
- Nell'edizione 1999, Vince McMahon vinse il royal rumble match dopo aver solamente effettuato un'eliminazione; ciò accadde anche nell'edizione 2017 con il vincitore Randy Orton.
- Nell'edizione 2000, Chyna diventò la prima, e tuttora unica, donna ad aver partecipato a due royal rumble match maschili, tra l'altro consecutivi.
- Con il successo ottenuto nell'edizione 2001, "Stone Cold" Steve Austin vinse il suo terzo royal rumble match stabilendo un record, tuttora imbattuto, di vittorie.
- Nel corso dell'edizione 2001, una celebrità del mondo dello spettacolo, in quel caso Drew Carey, partecipò per la prima volta ad un royal rumble match.
- Al momento della sua entrata nell'edizione 2001, "Stone Cold" Steve Austin venne brutalmente attaccato da Triple H, in quanto gli costò in precedenza la vittoria nel match contro Kurt Angle. Austin riuscì comunque ad entrare a far parte della contesa dopo l'ingresso del numero 30.
- Con le 4 eliminazioni compiute nel corso dell'edizione 2025, Roman Reigns effettuò per la quinta volta in carriera il maggior numero di eliminazioni in un singolo royal rumble match (le altre edizioni furono quelle del 2014, 2015, 2016 e 2018); superando il precedente record di "Stone Cold" Steve Austin (edizioni 1997, 1998, 1999, e 2002) e di Braun Strowman (edizioni 2016, 2017, 2019 e 2021).
- Grazie ai 26 minuti e 46 secondi di permanenza sul ring nell'edizione 2002, "Stone Cold" Steve Austin diventò il primo, e tuttora unico, wrestler a stabilire il maggior tempo di permanenza sul ring in tre differenti royal rumble match (le altre due edizioni furono quelle del 1997 e 1999).
- L'edizione 2003 fu il primo royal rumble match a disputarsi con i roster divisi: 15 atleti per il brand di Raw e 15 per quello di SmackDown; ciò avvenne fino all'edizione 2006.
- Grazie ai 47 minuti e 26 secondi di permanenza sul ring nell'edizione 2005, Chris Benoit diventò il primo, e tuttora unico, wrestler a stabilire il maggior tempo di permanenza sul ring in due royal rumble match consecutivi.
- Dopo essere entrato col numero 1 nell'edizione 2004 e, successivamente, con il numero 2 nell'edizione 2005, Chris Benoit diventò il primo wrestler ad entrare come uno dei primi due partecipanti per due royal rumble match consecutivi; ciò accadde anche con Elias (primo entrante nell'edizione 2019 e secondo entrante in quella del 2020).
- Nel corso dell'edizione 2005, Kurt Angle partecipò al royal rumble match nonostante, poco prima, avesse combattuto un incontro per un titolo mondiale (il WWE Championship in quel caso); questo particolare fatto accadde anche nell'edizione del 2011 con Dolph Ziggler e Randy Orton, del 2012 con Big Show e nuovamente Dolph Ziggler, del 2017 con Roman Reigns, del 2018 con Sami Zayn e del 2022 con Brock Lesnar (quest'ultimo fu inoltre l'unico che riuscì a partecipare e a vincere il royal rumble match dopo aver perso il titolo la sera stessa).
- Nell'edizione del 2023, Gunther riuscì a stabilire il record di permanenza sul ring di 71 minuti e 25 secondi, superando quello fissato da Rey Mysterio nell'edizione 2006 (62 minuti e 15 secondi).
- Nel corso dell'edizione 2006 i primi due entranti, Triple H e Rey Mysterio, raggiunsero entrambi un'ora di permanenza sul ring nello stesso royal rumble match.
- Con il successo ottenuto nell'edizione 2007, The Undertaker diventò il primo wrestler a vincere un royal rumble match entrando col numero 30; tale record fu poi eguagliato da John Cena (edizione 2008), Triple H (edizione 2016) , Brock Lesnar (edizione 2022) e Cody Rhodes (edizione 2023).
- Nel corso dell'edizione 2007, Viscera venne eliminato dallo sforzo combinato di ben otto wrestler, stabilendo così un record per quanto riguarda l'eliminazione di un singolo atleta.
- I primi due entranti dell'edizione 2008, The Undertaker e Shawn Michaels, furono anche gli ultimi due finalisti dell'edizione precedente; ciò accadde anche nell'edizione 2016 con Roman Reigns e Rusev, i quali furono i due finalisti nell'edizione 2015.
- Nel corso dell'edizione 2009, Santino Marella stabilì il record per il minor tempo di permanenza sul ring (solamente 1 secondo) in un royal rumble match, battendo dopo vent'anni quello di The Warlord (2 secondi di permanenza nell'edizione 1989).
- Dopo essere stato il finalista perdente sia nell'edizione 2008 che in quella del 2009, Triple H diventò il primo wrestler ad essere eliminato per ultimo in due royal rumble match consecutivi; tale record fu poi eguagliato da Roman Reigns (edizioni 2017 e 2018).
- Nell'edizione 2010 gli ultimi tre finalisti (Edge, Batista e John Cena) furono gli stessi dell'edizione 2005.
- L'edizione 2011 fu la prima, e tuttora unica, ad includere la partecipazione di 40 lottatori invece dei classici 30.
- Con il successo ottenuto nell'edizione 2012, Sheamus diventò il primo wrestler europeo a vincere un royal rumble match.
- Nel corso dell'edizione 2013, un atleta del roster di NXT, in quel caso Bo Dallas, partecipò per la prima volta ad un royal rumble match.
- Dopo il successo ottenuto nell'edizione 2014, Batista diventò il primo wrestler a vincere due royal rumble match (l'altra edizione fu quella del 2005) entrando con lo stesso numero d'ingresso (28).
- Chris Jericho detiene il record di tempo complessivo speso all'interno della rissa reale: 4:59:33
- Con il successo ottenuto nell'edizione 2018, Shinsuke Nakamura diventò il primo wrestler asiatico a vincere un royal rumble match.
- Dopo aver partecipato all'edizione 2018, Roman Reigns stabilì il record di apparizioni consecutive negli ultimi quattro finalisti del royal rumble match (cinque di fila dal 2014 al 2018).
- Nel corso dell'edizione 2019, un atleta del roster di NXT UK, in quel caso lo United Kingdom Champion Pete Dunne, partecipò per la prima volta ad un royal rumble match.
- Nel corso dell'edizione 2020, Brock Lesnar stabilì il record per il maggior numero di eliminazioni (13) in un singolo royal rumble match, superando quello fissato da Roman Reigns nell'edizione 2014 (12), nonché quello del maggior numero di eliminazioni consecutive (13), superando quello stabilito da Hulk Hogan (8) nell'edizione 1989.
- Nel corso dell'edizione 2020, Roman Reigns arrivò per la quinta volta in carriera tra gli ultimi due finalisti di un royal rumble match (le altre edizioni furono quelle del 2014, 2015, 2017 e 2018); sesta volta tra gli ultimi tre finalisti (considerando, quindi, anche l'edizione del 2016).
- Dopo essere stato eliminato per ultimo nell'edizione 2020, Roman Reigns diventò il primo wrestler ad essere il finalista perdente in quattro differenti royal rumble match (le altre edizioni furono quelle del 2014, 2017 e 2018).
- Con il successo ottenuto nell'edizione 2021, Edge diventò il primo membro della WWE Hall of Fame a vincere un royal rumble match.
- Con le due eliminazioni compiute nell'edizione 2021, Kane incrementò il record di eliminazioni totali in tutti i royal rumble match, arrivando a quota 46.
- Nel corso dell'edizione 2021, Randy Orton arrivò per l'ottava volta in carriera tra gli ultimi quattro finalisti di un royal rumble match, stabilendo un record.
- Nel corso dell'edizione 2022, Brock Lesnar stabilì il record per la vittoria più rapida di un Royal Rumble match, vincendo la contesa dopo appena 2 minuti e 32 secondi di permanenza sul ring e superando così il precedente record di Edge (7 minuti e 19 secondi nell'edizione 2010).
- Con il successo ottenuto nell'edizione 2022, Brock Lesnar vinse il suo secondo Royal Rumble match a diciannove anni di distanza dal primo trionfo nell'edizione 2003, superando il precedente record di Triple H (quattordici anni di distanza dalla prima alla seconda vittoria).
- Dopo aver partecipato all'edizione 2022, Dolph Ziggler stabilì il record di apparizioni consecutive nei Royal Rumble match (14 di fila dal 2009 al 2022), superando quello appartenente a Kane (13).
- Kane detiene il record di maggior numero di apparizioni complessive (20)
- The Undertaker è l'unico wrestler ad avere il record di entrata con il numero 30, ben tre volte (nel 1997, nel 2003 e nel 2007 dove la vinse); a seguire a quota due ci sono Big Show (2009 e 2012) e Dolph Ziggler (2015 e 2018).
- Nell'edizione del 2023, Gunther superò Rey Mysterio nel record di maggior permanenza sul ring (01:11:40).
- All'edizione 2023, il numero d'ingresso 30 è quello che ha generato il maggior numero di vincitori (2007, 2008, 2016, 2022 e 2023).
- L'edizione del 2025 stabilì il record per la maggiore durata (01:10:20).
- Nel corso dell'edizione del 2025 partecipò per la prima volta il detentore del TNA World Championship, in questo caso Joe Hendry.